# 15 Gwardyjska Dywizja Lotnictwa Bombowego
15 Gwardyjska Homelska Dywizja Lotnictwa Bombowego (ros. 15-я гвардейская бомбардировочная авиационная Гомельская дивизия ) – radziecka i rosyjska dywizja Lotnictwa Dalekiego Zasięgu.
Wchodziła w skład 46 Armii Lotniczej Dalekiego Zasięgu ze Smoleńska.  W grudniu 1991 zreorganizowano Lotnictwo Dalekiego Zasięgu, rozwiązano armie lotnicze, a dywizja weszła w bezpośrednie podporządkowanie dowódcy lotnictwa.

## Struktura organizacyjna
| W latach 1990–1991                                    | W latach 1990–1991 | W latach 1990–1991 |
| Oddział                                               | Uzbrojenie         | Garnizon           |
| ----------------------------------------------------- | ------------------ | ------------------ |
| dowództwo dywizji                                     |                    | Oziernoje          |
| 341 pułk lotnictwa bombowego                          | 32 x TU-22K        | Oziernoje          |
| 121 Gwardyjski Sewastopolski pułk lotnictwa bombowego | 34 x TU-22K        | Moczuliszczi       |
| 203 Gwardyjski Orłowski pułk lotnictwa bombowego      | 32 x TU-22K        | Baranowicze        |